# Ninian Edwards
Ninian Edwards, född 17 mars 1775 i Montgomery County, Maryland, död 20 juli 1833 i Belleville, Illinois, var en amerikansk politiker (demokrat-republikan). Han var guvernör i Illinoisterritoriet 1809–1818 och den tredje guvernören i delstaten Illinois 1826–1830. Han representerade Illinois i USA:s senat 1818–1824.
Edwards utexaminerades 1792 från Dickinson College. Han studerade därefter juridik. Han flyttade 1795 till Bardstown, Kentucky. Han var ledamot av Kentucky House of Representatives, underhuset i delstatens lagstiftande församling, 1796–1797. Han inledde 1798 sin karriär som advokat i Bardstown. Edwards var 1808 chefsdomare i Kentuckys högsta domstol.
Illinoisterritoriet grundades 1809 och Edwards valdes till guvernör. Förutom för Illinois, hörde delar av nuvarande delstater Wisconsin, Michigan och Minnesota till territoriet. Edwards var Illinoisterritoriets enda guvernör. Han valdes 1818 till senaten i samband med att delstaten Illinois grundades. Han och Jesse B. Thomas var de två första senatorerna för Illinois. Edwards avgick 1824 som senator efter utnämningen till USA:s minister i Mexiko. Han kunde ändå inte tillträda som minister, eftersom han måste avbryta sin resa och åka tillbaka till Washington, D.C. för att vittna inför en kommitté som undersökte de anklagelser som finansministern William H. Crawford hade emot honom. Han var sedan guvernör under en tid som delstaten Illinois upplevde en kraftig befolkningstillväxt.
Hans grav finns på Oak Ridge Cemetery i Springfield, Illinois. Den ursprungliga gravplatsen var i Belleville men kvarlevorna flyttades 1855 till Springfield som hade 1837 blivit delstatens huvudstad. Edwards County, Illinois har fått sitt namn efter Ninian Edwards.